# Dexter (Wisconsin)
Dexter è un comune degli Stati Uniti, situato in Wisconsin, nella Contea di Wood.